# Okko’s Inn
Okko’s Inn (jap. 若おかみは小学生！ Waka okami wa shōgakusei!) – seria powieści dla dzieci napisana przez Hiroko Reijō i zilustrowana przez Asami, wydawana w kwietnia 2003 do lipca 2013 nakładem wydawnictwa Kōdansha pod imprintem Aoi Tori Bunko. Na jej podstawie powstała manga autorstwa Eiko Ōuchi, która była publikowana na łamach czasopisma „Nakayoshi” w latach 2006–2012.
Na podstawie serii powstał również serial anime, który emitowano od kwietnia do września 2018. W tym samym roku premierę miał również pełnometrażowy film kinowy.

## Fabuła
Po tym, jak jej rodzice zginęli w wypadku samochodowym, a ona sama straciła pamięć, Oriko „Okko” Seki przeprowadza się do ryokanu, w którym pracuje jej babcia Mineko Seki. Na miejscu Okko zaprzyjaźnia się z duchem chłopca Makoto Tateuriego, nieżyjącego już przyjaciela z dzieciństwa Mineko. Ten zachęca Okko, by została przyszłą właścicielką zajazdu.

## Bohaterowie
- Oriko Seki (jap. 関 織子 Seki Oriko)

Seiyū: Seiran Kobayashi 
- Makoto Tateuri (jap. 立売 誠 Tateuri Makoto)

Seiyū: Satsumi Matsuda 
- Matsuki Akino (jap. 秋野 真月 Akino Matsuki)

Seiyū: Nana Mizuki 
- Mineko Seki (jap. 関 峰子 Seki Mineko)

Seiyū: Yōko Asagami, Kana Hanazawa 
- Kōnosuke Minoda (jap. 蓑田 康之介 Masaki Terasoma)

Seiyū: Masaki Terasoma 
- Etsuko Tajima (jap. 田島 エツ子 Tajima Etsuko)

Seiyū: Teiyū Ichiryūsai 
- Suzuki (jap. 鈴鬼)

Seiyū: Etsuko Kozakura 
- Glory Suiryo (jap. グローリー水領 Suiryō Gurōrī)

Seiyū: Yui Hashimoto (serial), Chiaki Horan (film) 
- Shoji Seki (jap. 関 正次 Seki Shōji)

Seiyū: Hirohide Yakumaru 
- Sakiko Seki (jap. 関 咲子 Seki Sakīko)

Seiyū: Anju Suzuki 

## Powieści
Seria ukazywała się od 15 kwietnia 2003 do 12 lipca 2013 nakładem wydawnictwa Kōdansha pod imprintem Aoi Tori Bunko.

## Manga
Na podstawie powieści powstała manga autorstwa Eiko Ōuchi, która ukazywała się w magazynie „Nakayoshi” w latach 2003–2012. Wydawnictwo Kōdansha zebrało jej rozdziały w 7 tankōbonach, wydawanych od 3 października 2006 do 6 lutego 2012.
| Nr | Data wydania (język japoński) | ISBN (język japoński)  |
| -- | ----------------------------- | ---------------------- |
| 1  | 3 października 2006           | ISBN 978-4-06-372209-3 |
| 2  | 3 lipca 2007                  | ISBN 978-4-06-372314-4 |
| 3  | 18 stycznia 2008              | ISBN 978-4-06-375438-4 |
| 4  | 13 stycznia 2009              | ISBN 978-4-06-375642-5 |
| 5  | 26 listopada 2009             | ISBN 978-4-06-375837-5 |
| 6  | 6 października 2010           | ISBN 978-4-06-375971-6 |
| 7  | 6 lutego 2012                 | ISBN 978-4-06-376193-1 |

## Anime
Telewizyjny serial anime był emitowany od 8 kwietnia do 23 września 2018 w stacji TV Tokyo. Za produkcję odpowiadały studia DLE i Madhouse, reżyserią zajęli się Mitsuyuki Masuhara i Azuma Tani, scenariusz napisała Michiko Yokote, a postacie zaprojektowała Akiko Asaki. Reżyserem dźwięku został Masafumi Mima, a muzykę skomponował Takeshi Hama.
W Polsce seria była emitowana na kanałach AXN Spin i AXN Black.

### Film kinowy
Pełnometrażowy film anime został zapowiedziany 4 kwietnia 2018. Reżyserią zajął się Kitarō Kōsaka, scenariusz napisała Reiko Yoshida, a muzykę skomponował Keiichi Suzuki. Za animację ponownie odpowiadały studia DLE i Madhouse. Premiera odbyła się 11 czerwca 2018 na Międzynarodowym Festiwalu Filmów Animowanych w Annecy. We francuskich kinach zadebiutował 12 września, a w Japonii premiera miała miejsce 21 września.

## Odbiór
W 2019 roku film otrzymał nagrodę za doskonałość w kategorii animacja podczas 22. edycji Japan Media Arts Festival.